# Fresnelvergelijkingen

Gedeeltelijke breking en weerkaatsing van een enkele lichtgolf die van een optisch dunnere (links) naar een dichtere stof (rechts) loopt.

De fresnelvergelijkingen of wetten van Fresnel, ontdekt door Augustin Jean Fresnel, beschrijven hoe licht breekt en weerkaatst als het op een grensvlak tussen stoffen met een verschillende brekingsindex valt. 

## Definities
Als licht een grensvlak ontmoet tussen stoffen met een verschillende brekingsindex (n1 en n2) kan zowel weerkaatsing als breking optreden.

Variabelen in de fresnelvergelijkingen. Licht valt van linksboven op een verticaal grensvlak tussen twee stoffen met verschillende brekingsindices n_{1} en n_{2}. Linksonder de weerkaatste bundel, rechtsonder de doorgaande, gebroken bundel.

In de bijgaande figuur treft een invallende lichtstraal PO in O het grensvlak tussen twee media (stoffen) met brekingsindex n1 en n2. Een deel van de straal wordt weerkaatst als de straal OQ en een ander deel gebroken als de straal OS. De hoeken die de invallende (i = invallend), weerkaatste (r = reflectie) en gebroken (t = transmissie) bundels maken met de normaal op het grensvlak worden aangeduid met respectievelijk θi, θr en θt.
Het verband tussen die hoeken is de reflectiewet en de wet van Snellius.

## Formules voor weerkaatsing en breking
De invallende energie Ii (of energie per tijd, oftewel vermogen) wordt verdeeld over de weerkaatste en gebroken bundels. De fracties van de energie in de weerkaatste en gebroken bundels worden aangeduid als respectievelijk de reflectiecoëfficiënt R en de transmissiecoëfficiënt T. We veronderstellen dat de stoffen niet-magnetisch zijn. Dus:
{\displaystyle R={\frac {I_{r}}{I_{i}}}} en
{\displaystyle T={\frac {I_{t}}{I_{i}}}}
Vanwege behoud van energie geldt
{\displaystyle R+T=1}.
De waarden van R en T hangen af van de polarisatie van de invallende lichtstraal. Als het licht gepolariseerd is met de vector van het elektrisch veld haaks op het vlak van de bijgaande figuur (s-gepolariseerd), dan geldt voor de reflectiecoëfficiënt:
{\displaystyle R_{s}=\left[{\frac {\sin(\theta _{t}-\theta _{i})}{\sin(\theta _{t}+\theta _{i})}}\right]^{2}=\left[{\frac {n_{1}\cos(\theta _{i})-n_{2}\cos(\theta _{t})}{n_{1}\cos(\theta _{i})+n_{2}\cos(\theta _{t})}}\right]^{2}=\left[{\frac {n_{1}\cos(\theta _{i})-n_{2}{\sqrt {1-\left({\frac {n_{1}}{n_{2}}}\sin \theta _{i}\right)^{2}}}}{n_{1}\cos(\theta _{i})+n_{2}{\sqrt {1-\left({\frac {n_{1}}{n_{2}}}\sin \theta _{i}\right)^{2}}}}}\right]^{2}}
waarin θt berekend kan worden uit θi met de wet van Snellius. De formule is vereenvoudigd met behulp van formules uit de goniometrie.
Voor invallend licht dat in het vlak van de bijgaande figuur gepolariseerd is (elektrische vector in het vlak van de figuur, p-polarisatie), geldt:
{\displaystyle R_{p}=\left[{\frac {\tan(\theta _{t}-\theta _{i})}{\tan(\theta _{t}+\theta _{i})}}\right]^{2}=\left[{\frac {n_{1}\cos(\theta _{t})-n_{2}\cos(\theta _{i})}{n_{1}\cos(\theta _{t})+n_{2}\cos(\theta _{i})}}\right]^{2}=\left[{\frac {n_{1}{\sqrt {1-\left({\frac {n_{1}}{n_{2}}}\sin \theta _{i}\right)^{2}}}-n_{2}\cos(\theta _{i})}{n_{1}{\sqrt {1-\left({\frac {n_{1}}{n_{2}}}\sin \theta _{i}\right)^{2}}}+n_{2}\cos(\theta _{i})}}\right]^{2}}
De bijbehorende transmissiecoëfficiënten T worden gegeven door {\displaystyle T_{s}=1-R_{s}\,} en {\displaystyle T_{p}=1-R_{p}\,}.
Voor ongepolariseerd invallend licht (een gelijk mengsel van s- en p-polarisaties), is de reflectiecoëfficiënt {\displaystyle R={\frac {R_{s}+R_{p}}{2}}\,}.
Soortgelijke vergelijkingen gelden voor de verhoudingen van de coëfficiënten voor de elektrische veld-amplitudes: deze heten ook fresnelvergelijkingen.

## Brewsterhoek
Voor een bepaalde hoek is bij gegeven brekingsindices n1 en n2 Rp gelijk aan nul en wordt een p-polariseerde invallende lichtstraal dus geheel gebroken zonder weerkaatsing. Deze hoek staat bekend als de Brewsterhoek en ligt rond de 56° voor breking van glas naar lucht en rond 53° voor breking van water naar lucht. Dit geldt alleen als de brekingsindices van beide stoffen reële getallen zijn.Voor stoffen die licht absorberen, zoals metalen en halfgeleiders is n een complex getal en wordt Rp in het algemeen voor geen enkele invalshoek gelijk aan nul.

## Grenshoek

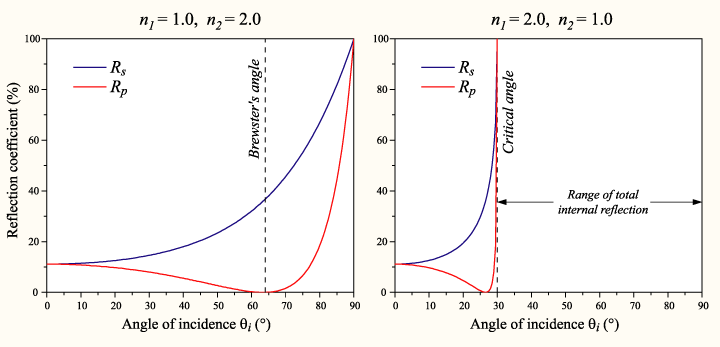
Grafieken voor het verloop van de reflectiecoëfficiënt als functie van de hoek van inval. Links het geval dat de invallende lichtstraal een dichter medium ontmoet. Rechts de grafiek voor het geval dat de lichtstraal uit een dichter medium aan het grensvlak met een dunner medium komt. Voor vele hoeken treedt totale terugkaatsing op.

Als een lichtstraal van een dichter naar een ijler medium loopt (dat wil zeggen n1 > n2), dan wordt boven een bepaalde kritieke hoek, de grenshoek, alle licht weerkaatst en wordt Rs = Rp = 1. Dit verschijnsel heet totale (interne) weerkaatsing. De grenshoek voor glas in lucht ligt bij 41.8°.

## Loodrechte inval
Als het licht vrijwel loodrecht invalt op het grensvlak (θi ≈ θt ≈ 0) worden de reflectie- en transmissiecoëfficiënten gegeven door:
{\displaystyle R=R_{s}=R_{p}=\left({\frac {n_{1}-n_{2}}{n_{1}+n_{2}}}\right)^{2}}
{\displaystyle T=T_{s}=T_{p}=1-R={\frac {4n_{1}n_{2}}{\left(n_{1}+n_{2}\right)^{2}}}}

## Glas
Voor standaard glas is de reflectiecoëfficiënt ongeveer 0,04. De weerkaatsing van een ruit gebeurt zowel aan de voor- als achterkant, waarbij een deel van het licht heen en weer weerkaatst wordt tussen beide kanten. De gecombineerde reflectiecoëfficiënt hiervoor is 2R/(1 + R), als interferentie verwaarloosd kan worden.

## Interferentie
Er treedt interferentie op bij meervoudige weerkaatsing van licht tussen twee evenwijdige grensvlakken: teruggekaatste en doorgelaten lichtstralen versterken en verzwakken elkaar, zoals bijvoorbeeld in olie die op water drijft. Dit effect wordt toegepast in Fabry-Pérot-interferometers, anti-reflectiecoatings en andere optische filters.

## Algemene formules
In dit artikel wordt verondersteld dat de permeabiliteit μ in beide stoffen gelijk is aan die voor vacuüm, μ0 . Bij benadering is dit juist voor de meeste diëlektrische materialen. De algemene fresnelvergelijkingen zijn ingewikkelder.